# Mondariz

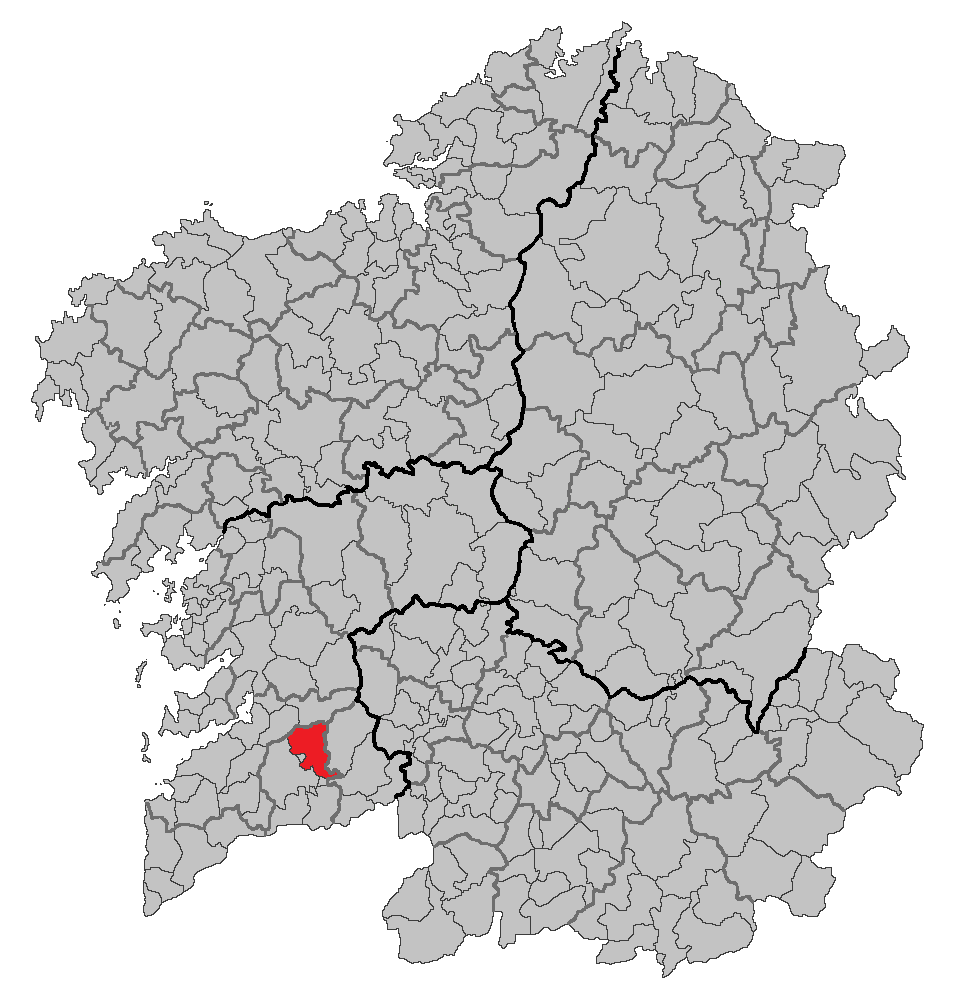
Mondariz, Pontevedra, Galizia

Mondariz è un comune spagnolo di 5 185 abitanti situato nella comunità autonoma della Galizia.